# 캔터베리 대주교 존 무어
존 무어(John Moore, 1730년 ~ 1805년 1월 18일)는 캔터베리 대주교이다.
1774년 뱅거 주교가 되었고, 1783년 캔터베리 대주교가 되었다.